# Ermita de Santa Anna de Castellvell del Camp
L'Ermita de Santa Anna de Castellvell del Camp és un edifici religiós del municipi de Castellvell del Camp (Baix Camp) que forma part de l'Inventari del Patrimoni Arquitectònic de Catalunya.

## Descripció
És un edifici d'una nau i capelles laterals, amb cambril a la capçalera. Les capelles estan cobertes de volta de canó i de canó amb llunetes sobre arcs de mig punt. La sagristia cupulada era l'antiga ermita. S'observa una porta d'arc de mig punt, adovellat, sense decoració. Hi ha un cor als peus, elevat, amb arc carpanell. és una obra de paredat i carreu. Té una espadanya d'un sol cos damunt de la porta. És una construcció renaixentista popular.

## Història
És una ermita construïda al segle xv per la vila de Reus, quan Castellvell formava part del seu terme municipal. Acordada edificar pels jurats i el Consell de Reus el 1424, va obtenir la concessió d'indulgències de l'arquebisbe Dalmau de Mur. Segons documents de l'arxiu municipal, l'obra es va acabar l'any 1654. S'hi venera a Santa Anna, representada en una imatge del segle xvii. L'ermita, sense gaire interès arquitectònic, va ser restaurada en una nau, cor i trona el 1852.
En el segle xvi va ser utilitzada com a hospital de malalts de pesta, i l'ermità feia d'infermer. L'edifici va ser destruït en part durant la Guerra del francès, i durant l'època de les guerres carlines del segle xix, l'ermita es va transformar en un fortí, com demostren algunes parets que resten com a vestigi d'aquesta fortificació. El 1827, durant la revolta dels Malcontents, el seu capitost Rofí va utilitzar l'ermita com a presó dels ostatges reusencs. La imatge de Santa Anna es portà a Reus en aquell període. El penya-segat de sota l'ermita va ser produït artificialment per a obtenir pedres destinades a la construcció del primer port de Salou i algunes carreteres locals. Recentment s'han inaugurat les obres del camí nou i d'il·luminació.

## Poblat ibèric del Puig de Santa Anna
Al costat sud-oest de l'ermita, en una part visible i tocant les parets de la construcció adossada a ella, hi ha el jaciment d'un despoblat d'època ibèrica. Les excavacions que s'hi practicaren varen posar al descobert diverses estructures d'habitació, totes elles de planta rectangular, que el 1935 conservaven una altura d'entre 60 cm i 1 metre. Aquest poblat fou excavat pel Doctor Vilaseca i el Museu de Reus l'any 1934, i bona part de les peces de ceràmica trobades van ser portades al Museu de Reus, on durant la guerra civil van ser destruïdes per una bomba franquista. Es conserva però en el Museu reusenc una maqueta de les habitacions excavades.
És possible que el topònim Castellvell, o segons diuen els documents alt-medievals "castrum veterum" faci referència al poblat ibèric del Puig de Santa Anna, força més evidents en l'època de la repoblació franca. Bona part d'aquest poblat es va destruir al bastir-se l'ermita.